# Nordenstam (adelsätt)
Nordenstam var en svensk adelsätt, som är utslocknad. Den hade sitt ursprung i juristen och senare landshövdingen Carl Fredrik Swart från Göteborg, vilken adlades 1751 med namnet Nordenstam och som introducerades 1751 på Riddarhuset med nummer 1950. Hans sonson Johan Mauritz Nordenstam (1802–1882) blev ättens siste manlige medlem. Denne hade 1860 erhållit finländsk friherrevärdighet som nummer 46 på finska Riddarhuset, och friherrevärdigheten har genom adoption av Herman Sigfrid Standertskjöld 1869 överförts till en ättgren, som skriver sig Standertskiöld-Nordenstam och som fortlever.